# Kampong Tralach
Kampong Tralach är ett distrikt i Kambodja.   Det ligger i provinsen Kampong Chhnang, i den centrala delen av landet, 50 km norr om huvudstaden Phnom Penh.